# Epibulus
Epibulus  es un género de peces de la familia de los Labridae y del orden de los Perciformes.

## Especies
De acuerdo con FishBase:
- Epibulus brevis Carlson, Randall & Dawson, 2008[3]
- Epibulus insidiator (Pallas, 1770)